# غوين تايلور
غوين تايلور (بالإنجليزية: Gwen Taylor)‏ هي ممثلة بريطانية، ولدت في 19 فبراير 1939 بدربي في المملكة المتحدة.

## وصلات خارجية
- غوين تايلور على موقع IMDb (الإنجليزية)
- غوين تايلور على موقع ألو سيني (الفرنسية)
- غوين تايلور على موقع ميوزك برينز (الإنجليزية)
- غوين تايلور على موقع أول موفي (الإنجليزية)
- غوين تايلور على موقع قاعدة بيانات الأفلام السويدية (السويدية)
- غوين تايلور على موقع إن إن دي بي (الإنجليزية)
- غوين تايلور على موقع قاعدة بيانات الفيلم (الإنجليزية)
- غوين تايلور على موقع كينوبويسك (الروسية)